# Lo scandalo Kennedy
Lo scandalo Kennedy (Chappaquiddick) è un film del 2017 diretto da John Curran.
Film drammatico statunitense incentrato sull'incidente di Chappaquiddick, vede come protagonisti Jason Clarke, Kate Mara, Ed Helms, Bruce Dern, Jim Gaffigan e Taylor Nichols. La sceneggiatura è stata scritta da Taylor Allen e Andrew Logan.
È stato proiettato nella sezione Gala Presentations al Toronto International Film Festival. Il film è stato distribuito il 6 aprile 2018 da Entertainment Studios.

## Trama
Nel luglio 1969, in un'intervista al senatore Ted Kennedy viene chiesto come ci si sente a stare all'ombra dei suoi fratelli morti John e Bobby. Quindi telefona a suo cugino Joe Gargan e gli dice di prenotare camere d'albergo a Martha's Vineyard per le Boiler Room Girls, che hanno lavorato per la campagna presidenziale di Bobby. Si reca a Chappaquiddick, dove incontra Gargan e Paul Markham per una regata in barca a vela. Dopo aver perso, Kennedy va a una festa in un cottage con cinque amici e sei Boiler Room Girls.
Kennedy lascia la festa con Mary Jo Kopechne e per strada incontrano un poliziotto che chiede se hanno bisogno di aiuto. Kennedy fa marcia indietro e si allontana velocemente e accidentalmente fa ribaltare l'auto prima che si immerga in uno stagno. Kennedy esce dal veicolo e chiama Kopechne, ma non riceve risposta. Si siede e piange, prima di tornare al cottage. Chiama Gargan e Markham, che guidano rapidamente verso il ponte e cercano più volte di recuperare Kopechne dal veicolo ribaltato, ma non sono in grado di aprire nessuna delle porte o dei finestrini. Insistono che Kennedy riferisca immediatamente l'incidente, ma al contrario salgono su una barca a remi e remano fino a Edgartown, dove si separano.
Kennedy raggiunge il suo hotel, sale in camera e si spoglia. Dopo aver fatto il bagno va al telefono e chiama suo padre Joseph P. Kennedy Sr. per un consiglio. Il padre parzialmente paralizzato dice una parola: "alibi". Kennedy si siede sui gradini fuori dalla sua stanza a pensare, chiede al portiere notturno l'ora: sono le 2:25, afferma di avere problemi a dormire, ma va a dormire senza contattare la polizia.
La mattina dopo, il veicolo ribaltato viene scoperto dai pescatori che chiamano la polizia. Il capo della Arena e i vigili del fuoco recuperano il corpo di Kopechne dall'auto, che scoprono essere intestata a Kennedy, e notano anche come la ragazza fosse viva dopo l'incidente è che sia morta annegata in seguito. Gargan e Markham si rendono conto che Kennedy non ha denunciato l'incidente e insistono ancora una volta che deve. Kennedy va con Markham al dipartimento di polizia di Edgartown e attendono qui il ritorno del capo della polizia.
Dopo aver rilasciato al capo una dichiarazione scritta da Markham, Kennedy si reca nel complesso della famiglia a Hyannisport, credendo di aver controllato la situazione. È scioccato quando suo padre gli dice che le sue azioni hanno disonorato la famiglia, ed è sorpreso da un team di avvocati guidato da Robert McNamara che parlano di potenziale omicidio colposo. Per prima cosa si assicurano che il corpo non venga nuovamente esaminato e che la registrazione della sua patente scaduta fosse modificata da un funzionario amico di Kennedy. Quindi elaborano una strategia per spingere l'udienza in tribunale a dopo l'entusiasmo dello sbarco dei primi uomini sulla Luna, in modo da coprire il caso con un evento mediatico di maggiore risonanza. Kennedy partecipa al funerale di Kopechne indossando un tutore per il collo per ottenere sostegno dalla stampa, ma questo stratagemma gli si ritorce contro.
Kennedy suggerisce un appello al popolo del Massachusetts alla televisione nazionale, che il suo team di avvocati sostiene vivamente. Usa l'influenza della famiglia per risolvere il caso giudiziario senza un processo, dove tutto ciò che dice pubblicamente potrebbe essere usato contro di lui. Kennedy ottiene la pena minima dichiarandosi colpevole di aver lasciato la scena dell'incidente: due mesi di prigione, che il giudice sospende in base alla buona reputazione di Kennedy.
Gargan, che è diventato sempre più disgustato da Kennedy per non essere stato onesto sui fatti del caso e aver tentato di occultare la vittima, tenta di dimettersi. Kennedy, appena schiaffeggiato dal padre, dice a Gargan che intende dimettersi dal Senato e gli chiede di redigere un discorso di dimissioni e chiede a Gargan di non dirlo a nessuno.
Mentre Kennedy è pronto per andare in televisione nazionale con il discorso preparato da Ted Sorensen, progettato per suscitare la simpatia del pubblico, Gargan dà le dimissioni a Kennedy, dicendogli che è la cosa giusta da fare. Ma Kennedy lo butta fuori e Gargan è costretto a tenere le carte Kennedy per il discorso di Sorensen. Sebbene il pubblico abbia opinioni contrastanti, la maggioranza degli intervistati afferma che lo rieleggerebbe.
I crediti spiegano che Joseph Kennedy Sr. morì subito dopo l'incidente; Gargan si allontanò dalla famiglia e Kennedy perse le primarie presidenziali del Partito Democratico del 1980, ma continuò al Senato degli Stati Uniti per altri 40 anni dopo l'incidente.